# 실수

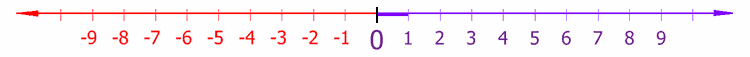
실수를 수직선으로 나타낸 것

수학에서 실수(實數, 영어: real number)는 주로 실직선 위의 점 또는 십진법 전개로 표현되는 수 체계이다. 예를 들어, -1, 0, ⁠1/2⁠ √2, e, π 등은 모두 실수이다. 즉 좌표축을 꽉 채울 수 있는 수의 집합이라고도 할 수 있다.
실수에 대하여 사칙 연산(덧셈 · 뺄셈 · 곱셈 · 나눗셈)을 실행할 수 있다. 실수는 크기비교가 가능하며, 실직선에서 더 왼쪽에 있는 수가 더 오른쪽에 있는 수보다 작다.  특히, 실수는 0보다 큰 양수 · 0보다 작은 음수 · 0으로 분류된다. 또한, 실수는 정수의 비인 유리수와 그렇지 않은 무리수로도 분류되며, 정수 계수 다항식의 근인 대수적 수와 그렇지 않은 초월수로도 분류된다. 실직선은 복소 평면의 일부로 볼 수 있으며, 이 경우 실수는 허수와 함께 복소수를 이룬다.
공리적으로, 실수는 완비 순서체로 정의되고, 이는 동형 의미 아래 유일하다. 구성적으로, 실수는 유리수 코시 수열의 동치류 · 데데킨트 절단 · 십진법 전개의 동치류로서 구성된다. 실수의 완비성은 공집합이 아닌 실수 유계 집합이 항상 상한과 하한을 갖는다는 성질이다. 이는 유리수와 구별되는 중요한 성질이다.
실수 집합은 비가산 집합이다. 즉, 자연수 집합과 실수 집합은 둘다 무한 집합이나, 그 사이에 일대일 대응이 존재하지 않는다. 실수 집합의 크기는 자연수 집합의 크기보다 크다. 연속체 가설은 자연수 집합보다 크며 실수 집합보다 작은 크기를 갖는 실수 부분 집합이 존재하지 않는다는 명제이다. 연속체 가설은 ZFC(즉, 선택 공리를 추가한 체르멜로-프렝켈 집합론)에서 증명할 수도, 반증할 수도 없으며, 연속체 가설을 만족하거나, 그 부정을 만족하는 ZFC의 모형이 모두 존재한다.

## 정의
실수 체계 {\displaystyle (\mathbb {R} ,+,\cdot ,<)}는 실수의 공리계를 통해 정의하거나, 구체적인 모형을 구성하여 정의할 수 있다.

### 공리적 정의
실수는 다음과 같은 공리를 만족하는 수 체계이다.
- 체를 이룬다. 즉, 덧셈과 곱셈이라고 불리는 두 이항 연산을 갖추며, 이들은 익숙한 규칙대로 작용한다.
- 순서체를 이룬다. 즉, 전순서를 갖추며, 이는 덧셈 및 곱셈과 호환된다.
- 완비적이다. 즉, 공집합이 아닌 실수 부분 집합이 상계를 갖는다면, 항상 상한을 갖는다.

마지막 완비성은 실수를 유리수와 구분짓는 성질이다. 이들 공리를 만족하는 수 체계는 동형 의미 하에 유일하다.

### 구성적 정의
실수는 다음과 같은 대상으로서 구성할 수 있다. 이렇게 구성한 실수는 실수 공리계의 모형을 이룬다. 즉, 실수 공리계의 모든 공리들을 만족한다.
- 유리수 코시 수열의 "거리가 0으로 수렴"하는 동치 관계에 대한 동치류. 즉, 유리수의 표준 거리 공간에 대한 완비화이다.
- 유리수에 대한 데데킨트 절단.
- 십진법 전개의 동치류. 예를 들어, 1과 0.999…는 서로 동치이다.

## 연산

### 사칙 연산
실수 집합 위에는 덧셈 +, 뺄셈 -, 곱셈 ×, 나눗셈 ÷이 정의되어 있으며, 이들 중 덧셈과 곱셈은 교환 법칙, 결합 법칙, 분배 법칙을 만족한다. 즉, 임의의 실수들에 대하여, 다음 성질들이 성립한다.
- {\displaystyle a+b=b+a}
- {\displaystyle (a+b)+c=a+(b+c)}
- {\displaystyle a\times b=b\times a}
- {\displaystyle (a\times b)\times c=a\times (b\times c)}
- {\displaystyle a\times (b+c)=a\times b+a\times c}

실수 0과 1은 사칙 연산에서 특별한 역할을 맡는다. 즉, 임의의 실수들에 대하여, 다음 성질들이 성립한다.
- {\displaystyle 0+a=a}
- {\displaystyle 1\times a=a}
- {\displaystyle 0\times a=0}

실수 {\displaystyle x\in \mathbb {R} }과 그 반수 {\displaystyle -x}를 더하면 0이다. 즉,
- {\displaystyle x+(-x)=0}

0이 아닌 실수 {\displaystyle x\in \mathbb {R} \setminus \{0\}}과 그 역수 {\displaystyle {\frac {1}{x}}}를 곱하면 1이다. 즉,
- {\displaystyle x\times {\frac {1}{x}}=1}

뺄셈과 나눗셈은 다음과 같이 덧셈과 곱셈으로 귀결된다.
- {\displaystyle a-b=a+(-b)}
- {\displaystyle {\frac {a}{b}}=a\times {\frac {1}{b}}}

### 거듭제곱과 거듭제곱근
양수(=실직선에서 0의 우측의 실수=0보다 큰 수) 밑, 실수 지수의 거듭제곱을 정의할 수 있다. 실수에 대하여 거듭제곱을 정의할 수 있는 건 실수의 완비성이 있기 때문이다. 대략의 정의는 다음과 같다.
{\displaystyle a^{n}=\overbrace {aa\cdots a} ^{n}\qquad (a>0,\;n\in \mathbb {Z} ^{+})}
{\displaystyle a^{0}=1}
{\displaystyle a^{-n}={\frac {1}{a^{n}}}={\frac {1}{\underbrace {aa\cdots a} _{n}}}\qquad (a>0,\;n\in \mathbb {Z} ^{+})}
{\displaystyle a^{\frac {m}{n}}=\sup\{x\in \mathbb {R} \colon x^{n}<a^{m}\}\qquad (a>0,\;m,n\in \mathbb {Z} ,\;n>0,\;\gcd\{m,n\}=1)}
{\displaystyle a^{r}=\sup\{a^{q}\colon q\in \mathbb {Q} ,\;q<r\}\qquad (a>0,\;r\in \mathbb {R} )}
음수(=실직선에서 0의 좌측의 실수=0보다 작은 수) 밑의 거듭제곱 역시 정의할 수 있는데, 이는 유리수 지수에 한하며, 또한 이렇게 확장된 거듭제곱은 위의 연산 법칙을 비롯한 좋은 성질들을 만족시키지 못한다.

## 순서
실수들 사이에는 순서(즉, 크기 비교)가 존재한다. 두 실수 {\displaystyle a,b\in \mathbb {R} }의 순서 {\displaystyle a<b}의 직관은 실직선 위에서 {\displaystyle a}가 더 왼쪽에, {\displaystyle b}가 오른쪽에 있다는 것이다. {\displaystyle a\leq b}는 {\displaystyle a<b}이거나 {\displaystyle a=b}라는 뜻이다. 이에 따라, 실수의 순서는 다음 성질들을 만족시킨다.
- {\displaystyle a\nless a}
- {\displaystyle a<b\implies b\nless a}
- {\displaystyle a<b<c\implies a<c}
- {\displaystyle a<b}이거나, {\displaystyle a=b}이거나, {\displaystyle a>b}.

또한, 실수의 순서는 실수의 연산과 호환된다. 즉, 임의의 실수들에 대하여, 다음 성질들이 성립한다.
- {\displaystyle a<b\implies a+c<b+c}
- {\displaystyle a<b,\;c>0\implies ac<bc}
- {\displaystyle a<b,\;c<0\implies ac>bc}
- {\displaystyle 0<a<b,\;n>0\implies a^{n}<b^{n}}
- {\displaystyle 0<a<b,\;n<0\implies a^{n}>b^{n}}

양수(영어: positive number)는 0보다 큰 실수를 뜻하며, 음수(영어: negative number)는 0보다 작은 실수를 뜻한다. 위의 성질들에 따라, 모든 실수는 양수, 음수와 0 가운데 하나에 속한다. 또한, 양수 곱하기 양수는 항상 양수이며, 양수 곱하기 음수는 항상 음수이며, 음수 곱하기 음수는 항상 양수이다. 특히, 임의의 실수의 제곱은 항상 음수가 아닌 실수이다.(제곱해서 음수가 되는 수는 허수라고 불리고, 수직선 상에 표시할 수 없다.)

### 구간
구간은 특별한 실수 부분 집합으로서, 주어진 두 실수 사이의 실수를 원소로 갖거나, 주어진 한 실수를 시작점으로 하는 반직선에 놓인 실수를 원소로 갖는다. 예를 들어, 임의의 {\displaystyle x\in \mathbb {R} }에 대하여, 다음과 같다.
- {\displaystyle x\in (3,5)\iff 3<x<5}
- {\displaystyle x\in [-2,10]\iff -2\leq x\leq 10}
- {\displaystyle x\in (6,+\infty )\iff 6<x}

퇴화 구간은 구간과 비슷한 집합으로서, 두 끝점의 순서가 정상적인 구간의 반대이다. 예를 들어, 다음과 같다.
- {\displaystyle x\in [3,3]\iff 3\leq x\leq 3\iff x=3}
- {\displaystyle x\in (9,5)\iff 9<x<5\iff x\in \varnothing }

### 상한 공리
수들의 집합(예를 들어, 유리수 집합이나 실수 집합)의 모든 수들보다 작지 않은 수를 그 집합의 상계라고 한다. 이는 보통 존재하지 않거나, 존재한다면 여럿이 같이 존재한다. 수들의 집합에 상계들이 존재하며, 이들 가운데 가장 작은 하나가 존재한다면, 이를 상한이라고 한다. 실수 집합 {\displaystyle \mathbb {R} }은 다음 성질을 만족시킨다.
- 공집합이 아닌 실수 부분 집합 {\displaystyle \varnothing \neq S\subseteq \mathbb {R} }에 상계가 존재한다면, 상한 역시 존재한다.

이를 상한 공리이라고 한다. 상한 공리는 실수의 완비성에 대한 한 가지 표현이다.

### 데데킨트 완비성
실수의 완비성은 실수의 가장 중요한 성질의 하나이다. 데데킨트 절단(영어: Dedekind cut)을 통해 서술하는 것이 가장 간단하다. 실수 집합 {\displaystyle \mathbb {R} }의 두 부분 집합 {\displaystyle D,E\subseteq \mathbb {R} }의 쌍 {\displaystyle (D,E)}이 다음 조건들을 만족시키면, {\displaystyle (D,E)}를 {\displaystyle \mathbb {R} }의 데데킨트 절단이라고 한다.
- {\displaystyle D,E\neq \varnothing }
- {\displaystyle D\cup E=\mathbb {R} }
- 임의의 {\displaystyle d\in D} 및 {\displaystyle e\in E}에 대하여, {\displaystyle d<e}
- {\displaystyle D}는 최소 원소를 가지지 않는다.

이제, 실수의 데데킨트 완비성 공리를 다음과 같이 서술할 수 있다.
- 실수 집합 {\displaystyle \mathbb {R} }의 데데킨트 절단 {\displaystyle (D,E)}에 대하여, {\displaystyle E}는 항상 최소 원소를 가진다.

데데킨트 완비성 공리는 상한 공리와 서로 동치이다.
증명 (상한 공리 ⇒ 데데킨트 완비성 공리):
증명 (데데킨트 완비성 공리 ⇒ 상한 공리):

### 기타 성질
실수 집합은 아르키메데스 성질을 만족한다. 즉, 두 실수 {\displaystyle x,y>0}가 있다고 하자. 이 경우 {\displaystyle x}가 아무리 작고 {\displaystyle y}가 아무리 크더라도, {\displaystyle x}를 충분히 많은 횟수 {\displaystyle n}만큼 더하면, {\displaystyle y}를 초과한다. 즉,
{\displaystyle \underbrace {x+x+\cdots +x} _{n}>y}
실수 집합 위의 순서는 조밀 순서이다. 즉, 임의의 서로 다른 두 실수 {\displaystyle x<y}에 대하여, 항상 그 사이에 또 다른 실수 {\displaystyle x<z<y}가 존재한다.

## 위상
실수 집합 위에는 표준적인 위상 공간 · 거리 공간 · 노름 공간 · 내적 공간 구조를 부여할 수 있다. 즉,
- 주어진 두 실수 {\displaystyle x,y\in \mathbb {R} }의 내적은 곱 {\displaystyle xy}이다.
- 주어진 실수 {\displaystyle x\in \mathbb {R} }의 노름은 절댓값 {\displaystyle |x|={\sqrt {x^{2}}}}이다.
- 주어진 두 실수 {\displaystyle x,y\in \mathbb {R} }의 거리는 {\displaystyle |x-y|}이다.
- 실수 집합 위의 표준적인 위상은 거리 위상이자 순서 위상이다.

실수 부분 집합 {\displaystyle S\subseteq \mathbb {R} }에 대하여, 다음 조건들이 서로 동치이다.
- 콤팩트 집합이다. 즉, 모든 열린 덮개가 유한 부분 덮개를 갖는다.
- 점렬 콤팩트 집합이다. 즉, 그 속의 모든 수열은 수렴 부분 수열을 갖는다.
- 극한점 콤팩트 집합이다. 즉, 모든 무한 부분 집합이 극한점을 갖는다.
- 유계 닫힌집합이다.

사실, 모든 유클리드 공간에 대하여, 위 네 조건은 서로 동치이며, 모든 거리 공간에 대하여, 앞에 세 조건은 서로 동치이다.
또한, {\displaystyle S\subseteq \mathbb {R} }에 대하여, 다음 조건들이 서로 동치이다.
- 연결 공간이다.
- 경로 연결 공간이다.
- 호 연결 공간이다.
- 중간값 성질을 만족한다. 즉, 임의의 {\displaystyle a,b\in S}에 대하여, {\displaystyle (a,b)\subseteq S}이다.
- (퇴화 또는 비퇴화) 구간이다.

## 분류
실수는 유리수와 무리수로 분류된다. 실수 {\displaystyle q\in \mathbb {R} }에 대하여, 다음 조건들이 서로 동치이다.
- {\displaystyle x}는 유리수이다. 즉, {\displaystyle x={\frac {m}{n}}}인 정수 {\displaystyle m\in \mathbb {Z} } 및 {\displaystyle n\in \mathbb {Z} \setminus \{0\}}이 존재한다.
- {\displaystyle x}는 유한 소수이거나, 무한 순환 소수이다. 즉, 다음을 만족시키는 {\displaystyle p,q,r\in \{0,1,\dots \}} 및 {\displaystyle a_{i},b_{i},c_{i}\in \{0,1,\dotsc ,9\}}가 존재한다.
{\displaystyle x=a_{p}a_{p-1}\cdots a_{0}.b_{1}b_{2}\cdots b_{q}{\dot {c}}_{1}c_{2}\cdots {\dot {c}}_{r}}
- {\displaystyle x}는 유한 연분수이다. 즉, 다음을 만족시키는 {\displaystyle a_{i}\in \mathbb {Z} } 및 {\displaystyle n\in \{0,1,\dots \}}가 존재한다.
{\displaystyle x=[a_{0};a_{1},\dotsc ,a_{n}]}

예를 들어, 1/3 = 0.333...은 유리수이며, e = 2.7182...와 π = 3.1415...는 무리수이다.

## 성질

### 집합론적 성질
실수 집합의 크기는 다음과 같다.
{\displaystyle |\mathbb {R} |=2^{\aleph _{0}}}
여기서 {\displaystyle \aleph _{0}}은 알레프 0이다. 달리 말해, 실수는 자연수 부분 집합과 일대일 대응한다. 이 둘 사이의 일대일 대응은 여러 가지 만들 수 있다.

## 역사
실수에 대한 엄밀한 정의는 게오르크 칸토어에 의해 이루어졌다. 유리수로부터 실수를 이론적으로 확장하여 그 성질을 규정짓게 된 것은 카를 바이어슈트라스, 게오르크 칸토어, 리하르트 데데킨트와 같은 수학자들의 공이 지대하였다.

## 같이 보기
- 연분수
- 실해석학